# Glipodes
Glipodes is een geslacht van kevers uit de familie spartelkevers (Mordellidae).
Het geslacht is voor het eerst wetenschappelijk beschreven in 1862 door LeConte.

## Soorten
Het geslacht omvat de volgende soorten:
- Glipodes bordoni Franciscolo, 1990
- Glipodes dietrichi Franciscolo, 1962
- Glipodes sericans (Melsheimer, 1845)
- Glipodes tertia Ray, 1936